# Emeric Pressburger
Emeric Pressburger (Miskolc, Hungría, 5 de diciembre de 1902-Saxstead, Suffolk, Reino Unido, 5 de febrero de 1988) fue un director, guionista y productor húngaro-británico. Conocido sobre todo por las películas que escribió y dirigió en colaboración con Michael Powell.

## Biografía
Emeric Pressburger nació como Imre József Pressburger en Miskolc, Hungría. Después de sus estudios en las universidades de Praga y de Stuttgart, inicia una carrera de periodista en Hungría y Alemania. A finales de la década de los 20, empieza a trabajar como guionista para la UFA en Berlín. El ascenso al poder de los nazis lo incita al exilio en París, donde continúa sus actividades como guionista, para luego trasladarse a Londres. Más tarde dirá: «Las peores cosas que me han pasado fueron consecuencia de acontecimientos políticos fuera de de mi control... las mejores cosas, exactamente lo mismo».
En el Reino Unido entra en contacto con una pequeña comunidad de cineastas húngaros que han salido del país evitando el nazismo, como el influyente Alexander Korda, propietario de la productora London Films, que lo contrata como guionista. Más tarde conoce a Michael Powell, con quien trabaja en El espía negro. El tándem Powell-Pressburger dará a luz algunas de las más logradas obras del cine británico.
En 1938 se casa con Agí Donáth, de la que se divorciará en 1941. Se vuelve a casar en 1947 con Wendy Orme, con la que tendrá una niña, Angela. Pressburger y Orme se divorciarán en 1971. Los dos hijos de Angela han encontrado su lugar en el mundo del cine: Andrew Macdonald es el productor de películas como Trainspotting, y Kevin Macdonald, director de El último rey de Escocia, ganó el Óscar a la mejor película documental por One Day in September en 1999.
Uno de sus trabajos como guionista es The Boy Who Turned Yellow (1972), de Michael Powell.
Emeric Pressburger se convierte en ciudadano británico en 1946. Además, será miembro de la BAFTA desde 1981 y del British Film Institute desde 1983.
Pressburger pasa los últimos años de su vida en Saxstead, en el condado inglés de Suffolk. Muere de bronconeumonía el 5 de febrero de 1988, a la edad de 85 años.

## Premios y distinciones
Premios Óscar
| Año  | Categoría            | Película             | Resultado |
| ---- | -------------------- | -------------------- | --------- |
| 1943 | Mejor argumento      | Los invasores        | Ganador   |
| 1943 | Mejor guion          | Los invasores        | Nominado  |
| 1943 | Mejor guion original | Perdido un avión     | Nominado  |
| 1949 | Mejor argumento      | Las zapatillas rojas | Nominado  |

Festival Internacional de Cine de Cannes
| Año  | Categoría       | Película              | Resultado |
| ---- | --------------- | --------------------- | --------- |
| 1951 | Premio especial | The Tales of Hoffmann | Ganador   |

Festival Internacional de Cine de Berlín
| Año  | Categoría                                | Película               | Resultado |
| ---- | ---------------------------------------- | ---------------------- | --------- |
| 1951 | Oso de Plata a la mejor película musical | Los cuentos de Hoffman | Ganador   |